# Bobby Pratt
Robert Stuart „Bobby“ Pratt (* 24. Januar 1927 in Aberdeen; † 5. Juni 1968 in Alperton, Middlesex) war ein schottischer Jazztrompeter und Studiomusiker.

## Leben und Wirken
Bobby Pratt begann mit 16 Jahren seine Karriere als professioneller Musiker; er arbeitete 1945 in Aberdeen mit dem Pianisten Archie Alexander und leistete anschließend seinen Militärdienst beim Royal Corps of Signals ab, wo er in der Skyliners Army Band im Catterick Camp in Yorkshire spielte. Nach seiner Entlassung aus der Armee arbeitete er 1948/49 in der Ken Mackintosh Band, die im Astoria Ballroom in Nottingham auftrat, ab 1949 war er Lead-Trompeter im Orchester von Ted Heath, wo er bis 1960 blieb. Daneben arbeitete er mit Frank Chacksfield, Humphrey Lyttelton, Eddie Harvey, Bob Miller, Ivor Kirchin und als Studiomusiker. Nach Verlassen der Heath-Band war er als freischaffender Musiker tätig; er arbeitete u. a. mit Johnny Keating, der Tubby Hayes Big Band, Downbeat Big Band, Tommy Watt und Jack Parnell’s ATV Orchestra. Ferner wirkte er als Studiomusiker am Soundtrack der James-Bond-Filme 007 jagt Dr. No, Liebesgrüße aus Moskau und Goldfinger mit, ferner an der Filmmusik von Dr. Strangelove (1964) und Mit Schirm, Charme und Melone (1966) und zahlreichen Fernsehshows. Er war auch an Studioaufnahmen von Geoff Love, Matt Monro, Laurie Gold, Petula Clark, Tony Hatch, Cilla Black und Tom Jones beteiligt.
Im Bereich des Jazz war er zwischen 1946 und 1966 an 180 Aufnahmesessions beteiligt.